# Humulona
La humulona (también conocida como ácido α-lupúlico) es un compuesto químico de sabor amargo sintetizado en forma de resina en las flores femeninas del lúpulo (Humulus lupulus). La humulona es un miembro destacado de una clase de compuestos denominado ácido alfas, que le confieren a la cerveza un sabor característico. A finales del siglo XX se pudo sintetizar artificialmente en laboratorio.